# Asyndète
Vous lisez un « bon article » labellisé en 2015.

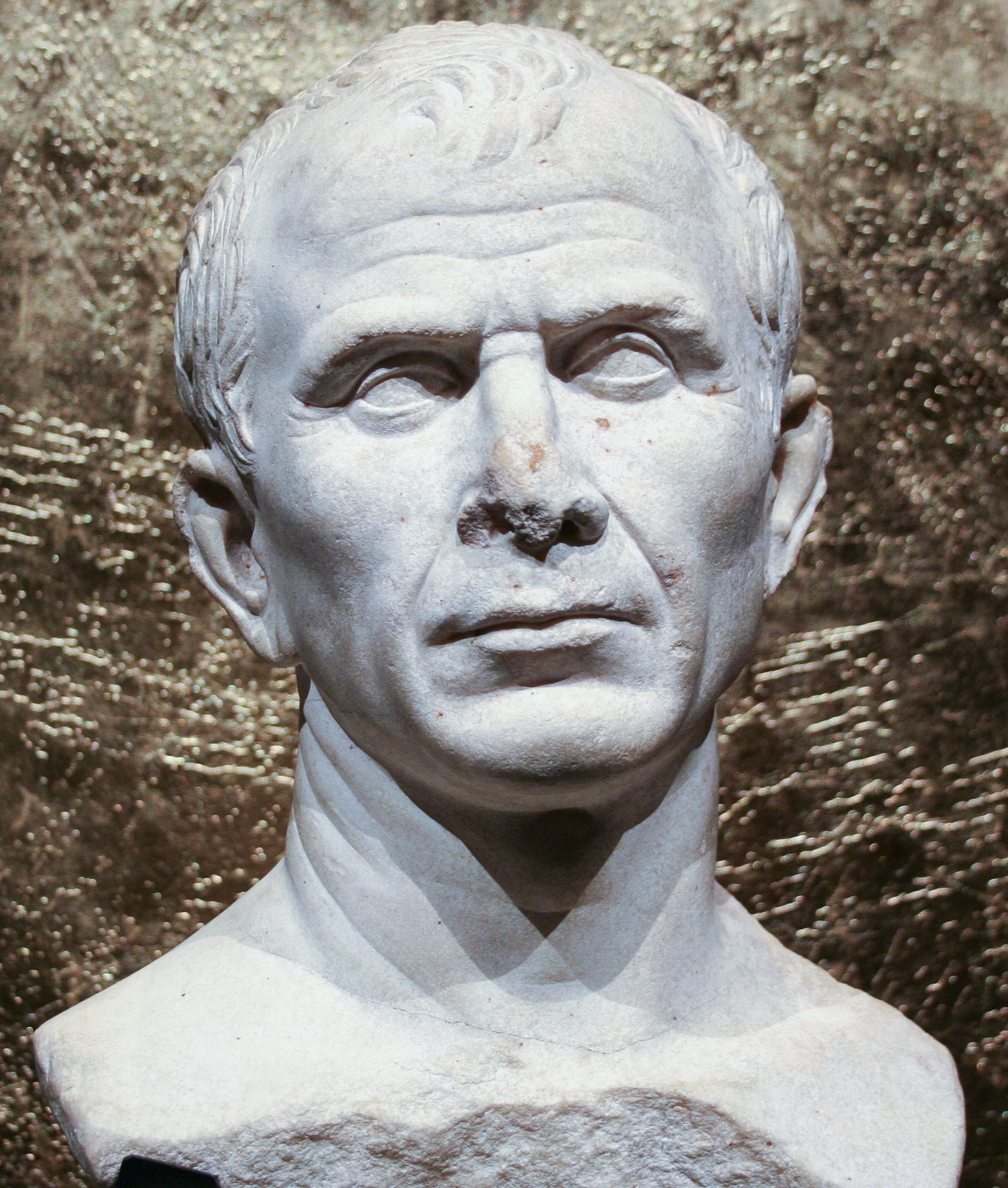
Buste représentant Jules César, réalisé de son vivant.

L’asyndète (substantif féminin), du grec ancien ἀσύνδετος / asúndetos, « non lié, sans lien logique », est une figure de style fondée sur la suppression des liens logiques et des conjonctions dans une phrase, comme dans cette parole de Jules César : « Je suis venu, j'ai vu, j'ai vaincu ».
Elle permet d'ajouter du rythme à une phrase, de créer une accumulation, ou encore de rapprocher des mots ou des sons de façon à en renforcer le contraste. L'asyndète est un type de parataxe qui peut s'apparenter également à une ellipse. En prose latine classique elle marque souvent une forte opposition. Très utilisée en poésie, notablement par Arthur Rimbaud, l'asyndète est également une figure de la narration et de l'essai. Des slogans publicitaires et des proverbes sont des exemples d'asyndètes courtes.

## Définition

### Définition stricte
L'asyndète est un substantif épicène dont le nom est emprunté soit au bas latin asyndeton, lui-même emprunt du grec, soit directement au grec ancien ἀσύνδετον : asundeton (« style sans conjonctions ») formé du a (privatif) et de sundein (« lier ensemble »), ou « liaison », :
« L'humanité n'est pas un état à subir, c'est une dignité à conquérir. »
— Vercors, Les Animaux dénaturés (1952)
« Se montrer tour à tour dissimulé, sincère,

Timide, audacieux, crédule, méfiant ;

Voilà ce qu'on se plaint de sentir quand on aime,

Et de ne plus sentir quand on cesse d'aimer. »
— Adélaïde-Gillette Dufrénoy, « L'Amour », Élégie (1813)
Les éléments apparaissent les uns à la suite des autres, au sein de propositions ayant des relations logiques entre elles mais sans liens, en étant simplement juxtaposés, de façon volontaire, c'est-à-dire dans un but stylistique. L'effet recherché est un « écart dans l’agencement syntaxique de l’énoncé ». Pour Bernard Dupriez, l'asyndète est une « sorte d'ellipse par laquelle on retranche les conjonctions simplement copulatives qui doivent unir les parties dans une phrase » comme dans :
« La pluie, le vent, le trèfle, les feuilles sont devenus des éléments de ma vie. Des membres réels de mon corps. »
— A. Hébert, Le Torrent
Utilisée dès l'Antiquité par les orateurs grecs et latins, l'asyndète est, avec les répétitions, l'un des principaux traits distinctifs du style oral, et même théâtral selon Démétrios de Phalère dans son traité Du style. Considérée par Aristote comme un moyen d'amplification, elle est classée en rhétorique dans les procédés de grandeur. Il est toutefois recommandé de l'associer à d'autres figures comme l'anaphore et l'homéotéleute.

### Une notion polymorphe
« On observe dans la plupart des ouvrages de grammaire et de linguistique des cinquante dernières années un certain flottement dans la terminologie utilisée à propos de telles constructions : on y parle de parataxe, de juxtaposition, d'asyndète » signale Lyliane Sznajder. L'asyndète se caractérise de fait par le « non-emploi d'un lien coordinatif attendu. » Elle a cependant d'autres noms, selon les auteurs : « disjonction » (chez Pierre Fontanier), « dissolution » (chez Félix Le Clerc) ou encore « asynartète » (chez Aristide Quillet). Henri Suhamy voit dans la figure une omission des conjonctions de coordination, de concession et d'opposition telles que « et », « or », « mais », « tandis que ». Elle peut aussi supprimer des conjonctions chronologiques (« avant », « après »).
Elle a pour figure antonymique la polysyndète, qui relie les éléments les uns aux autres par une même conjonction de coordination (le plus souvent « et » ou « ni »), même si pour Quintilien « Polysyndète et asyndète sont complémentaires. Ces deux figures ne sont autres choses qu'un amas de mots ou de phrases qu'on entasse ; avec cette seule différence que quelquefois on y ajoute des liaisons ou des particules conjonctives, et quelquefois on les retranche. » Fontanier lui oppose la conjonction car elle « désunit et sépare ».
Formellement, elle est caractérisée par l'absence de conjonction et il arrive que rien, sinon le sens, ne permette de distinguer si le premier élément s'ajoute au second (addition) avec la même fonction que lui, ou s'il s'y rapporte par apposition :
« Cette triste femme contemplait avec douceur les enfants, les bébés. »
— Marie-Claire Blais, Une saison dans la vie d'Emmanuel (1965)
Il y a en effet deux sens à cette phrase : « faut-il comprendre d'une part et d'autre part ou les enfants qui sont plus exactement des bébés ? » questionne Dupriez. Pour Nicole Ricalens-Pourchot l'asyndète opère une addition, alors que l'apposition juxtapose deux termes dont l'un joue le rôle de déterminant par rapport à l'autre — et dans ce cas, dans l'exemple ci-dessus, les « bébés » seraient les « enfants »).
Les éléments formant l'asyndète sont en effet rassemblés en un concept mal délimité, qui fournit « un effet de conjonction vague » rendant difficile le décodage comme dans :
« Ma mère confondait les noms, les événements. »
— Marie-Claire Blais, Une saison dans la vie d'Emmanuel (1965)
Dupriez remarque que si l'on peut insérer « c'est-à-dire », alors l'apposition apparaît nettement comme dans :
« N'était-ce pas lui l'étranger, l'ennemi géant. »
— Marie-Claire Blais, Une saison dans la vie d'Emmanuel (1965)
Pour Dupriez, mieux vaudrait éviter de parler, à propos de l'asyndète, de juxtaposition, ce terme ayant un sens linguistique précis alors que Jean-Jacques Robrieux la considère comme la figure la plus simple de la classe de celles opérant une désarticulation,. Michèle Aquien et Georges Molinié, dans leur Dictionnaire de rhétorique et de poétique, l'analysent comme une figure micro-structurale de construction, même si elle peut consister en l'absence d'outils de liaison entre plusieurs phrases. Françoise Bader a étudié l'usage de l'asyndète dans les langues indo-européennes au sein des groupes nominaux et verbaux. Elle parvient à la conclusion que cette figure a joué un grand rôle dans l'expansion de ces langues, « bien plus que les chevaux et les chars de guerre », et ce par le biais des poètes qui ont su inventer l'asyndète et en utiliser les ressources stylistiques.

## Limites de l'asyndète
Quesemand signale que l'asyndète est considérée comme une forme d'ellipse ou de parataxe. Ce statut intermédiaire en fait selon Maurice Grevisse « un procédé grammatical mou » ; c'est même selon Marc Bonhomme une « notion plurivoque » pour laquelle il vaudrait mieux parler d'« effets asyndétiques » que d'une véritable figure, effets qui sont d'autant plus fortement ressentis qu'ils sont rares. Les petites annonces regorgent d'asyndètes formelles pour lui, mais ce n'est pas pour autant que les lecteurs y voient un effet stylistique particulier.

### Asyndète et ellipse
Pour Robrieux, l'asyndète est plutôt une forme d'ellipse, principalement pour trois raisons, :
- soit parce qu'elle supprime (asyndète elliptique) le lien consécutif (« donc ») :

ex. : « Vous n'avez pas pris part à la décision ; vous n'aurez pas le droit de vous plaindre. »
est pareil à :
ex. : « Vous n'avez pas pris part à la décision, vous n'aurez donc pas le droit de vous plaindre. »
- soit parce qu'elle supprime la coordination (« et même ») :

ex. : « Je suis arrivé fatigué, anéanti. »
est pareil à :
ex. : « Je suis arrivé fatigué et même anéanti. »
- soit enfin parce qu'elle supprime la conjonction (« mais ») non exprimée :

ex. : « L'équipe de France a perdu le match ; elle s'en remettra. »
est pareil à :
ex. : « L'équipe de France a perdu le match mais elle s'en remettra. »
Toutefois, note Robrieux, l'utilisation abondante d'asyndètes conduit à une figure de style nommée hyperparataxe (ou « dislocation »).

### Asyndète et parataxe
L'asyndète est une forme spécifique de parataxe pour Ricalens-Pourchot, figure qui « a recours à l'effacement de tout marqueur de rapport, y compris les conjonctions de coordination » et qui aboutit à la disparition de tout lien explicite entre les syntagmes concernés. Le test de l'effacement entraîne un bouleversement de la structure de la phrase selon Nicole Ricalens-Pourchot.
Pour Lyliane Sznajder, l'asyndète se caractérise par l'absence de « ligature formelle dans le cadre d'une phrase unique. C'est la ligne prosodique qui signale de prime abord que de tels énoncés constituent chacun une phrase et une seule. » Sznajder distingue deux grandes classes de phrases à construction asyndétique : « celles qui ont plusieurs équivalents formels à morphème ligateur (coordonnants ou subordonnants de divers types) et formées des juxtapositions et des parenthèses ; celles qui n'ont qu'un seul équivalent formel (phrase à proposition subordonnée classique) et formées des parataxes syntaxiques et des parataxes logiques. » En ce sens, pour Sznajder, la parataxe est un type d'asyndète.

## Types d'asyndètes

### Réduplication asyndétique
La « réduplication asyndétique » est définie par le latiniste Jules Marouzeau comme une figure permettant de répéter consécutivement, dans le même membre de phrase, certains mots d'un intérêt marqué comme dans :
« La mer, la mer toujours recommencée »
— Paul Valéry, Le Cimetière marin (1920)
Elle coordonne les mots répétés au moyen d'une virgule mais sa prononciation indique une seule assertion.

### Asyndète énumérative
Selon Patrick Bacry, l'asyndète peut être « au service d'une énumération », produisant un effet d'accumulation. Cet usage est typique de l'écriture de François Rabelais par exemple. :
« Adoncques sans ordre et mesure prindrent les champs les uns parmy les aultres, gastans et dissipans tout par où ilz passoient, sans espargner ny pauvre, ny riche, ny lieu sacré, ny prophane ; emmenoient beufz, vaches, thoreaux, veaulx, genisses, brebis, moutons, chevres et boucqs, poulles, chappons, poulletz, oysons, jards, oyes, porcs, truyes, guoretz ; abastans les noix, vendeangeans les vignes, emportans les seps, croullans tous les fruictz des arbres »
— Rabelais, Chapitre XXVI, Gargantua (1534)
On peut aussi parler d'asyndète énumérative dans le cas d'une succession de phrases courtes qu'aucun mot ne relie les unes aux autres comme dans cet exemple :
« Ses forces reparurent. L'automne s'écoula doucement. Félicité rassurait Mme Aubain. »
— Gustave Flaubert, Un Cœur simple (1877)

## Visées stylistiques

### Implication interprétative
L'emploi de l'asyndète peut confiner à des problèmes d'interprétation surtout lorsqu'elle se conjugue avec une absence de ponctuation :
« Le bruit des portes des voix des essieux grinçant sur les rails congelés »
— Blaise Cendrars, La Prose du Transsibérien et de la petite Jehanne de France (1913)
Elle peut être remarquable dès lors qu'elle affecte deux ou trois éléments selon Bacry. L'asyndète « a pour but d'accentuer la rapidité et l'énergie du discours ou de mettre en évidence l'opposition entre deux idées ». C'est alors au lecteur ou à l'auditeur de rétablir les liens inexprimés entre phrases ou propositions de même nature, en réinsérant les conjonctions de coordination, de concession, d'opposition qui sont remplacées par la virgule :
« J'irai par la forêt, [et] j'irai par la montagne

[car]

Je ne puis demeurer loin de toi plus longtemps. »
— Victor Hugo, Demain dès l'aube..., Les Contemplations (1856)
ou encore :
« La Silésie avait été conquise par les armes, [tandis que] la Pologne fut une conquête machiavélique. »
— Germaine de Staël, chapitre XVI, De l'Allemagne (1810-1813)
Ce dernier exemple est une « asyndète adversative » selon Suhamy, pour qui « ce tour donne à la phrase une forme dessinée, tout en assumant la fonction de la conjonction omise. » Le but peut être d'obliger le lecteur à rétablir lui-même le lien logique non explicité dans le discours. Pour Robrieux, « son effet est paradoxalement de faire découvrir le lien logique non exprimé avec plus de force. » L'asyndète opère une économie de moyens propre à renforcer l'expression, comme dans la litote. Pour Olivier Reboul, l'asyndète a une fonction expressive, qui vise un effet de surprise.
Hélène Stoye a étudié les relations entre l'asyndète et la « connexion explicite », cette dernière étant le nom qu'elle donne à la mise en lien logique, au moyen d'un élément, de propositions. Elle remarque d'abord que l'asyndète autorise davantage de polysémie que la connexion explicite, en obligeant le lecteur à formuler une interprétation. Puis elle note que la figure répond de surcroît au principe d'économie en ce qui concerne « le coût de la formulation ». Enfin, elle souligne que la différence tient surtout au plan cognitif, c'est-à-dire que le lecteur produit un discours sur l'énoncé dans le cas de l'asyndète, ressource utilisée par les auteurs pour l'impliquer.

### Fonctions descriptive et dramatique
L'asyndète, par sa brièveté, peut avoir une fonction descriptive, aux ressources dramatiques, que Suhamy nomme « enthymémisme » :
« Mais cette manie de lecture lui était odieuse, il ne savait pas lire lui-même. »
— Stendhal, chapitre I, Le Rouge et le Noir (1830)
Robrieux note également qu'elle renforce le caractère dramatique d'une scène. Elle sert alors à intensifier l'émotion comme dans :
« Le poison me consume ; ma force m'abandonne ; la plume me tombe des mains... »
— Montesquieu, Lettres 161, Lettres persanes (1754)
En rhétorique antique, l'asyndète est utilisée comme un moyen expressif de captation de l'attention du public. Cicéron insiste, dans son De oratore, sur son pouvoir suggestif : « elle convient lorsque nous parlons avec insistance plutôt pressante, car elle grave les objets un à un dans l’esprit et les fait paraître, pour ainsi dire, plus nombreux. » Elle participe même du style sublime selon Pseudo-Longin, propre à soulever l'enthousiasme du public. Ce dernier cite cet exemple de Xénophon :
« Ils repoussaient, combattaient, tuaient, mouraient »
et le commente en ces termes : « les périodes coupées et qui néanmoins se pressent apportent l'impression d'une agitation qui entrave l'auditeur, tout en le précipitant en avant. Cela est réalisé grâce aux asyndètes. »

### Support d'autres figures
Ses ressources sont souvent cumulées avec celles d'autres figures, notamment le parallélisme et la polysyndète, la figure inverse à sa construction :
« Car j'en suis là que sauf la santé et la vie il n'est chose pour quoi je veuille ronger mes ongles et que je veuille acheter au prix du tourment d'esprit et de la contrainte, « Tanti mihi non sit opaci. Ommis arena Tagi, quodque in mare volvitur aurum » : extrêmement oisif, extrêmement libre, et par nature et par art. »
— Michel de Montaigne, Livre II, XVII, « De la présomption », Essais (1533-1592)
L'asyndète porte dans cet exemple sur deux termes dont un parallélisme (formé par la répétition des deux adverbes « extrêmement ») et est suivie d'une polysyndète (« et », « et ») portant elle aussi sur deux termes. Selon Bacry la même phrase privée de ces deux figures perdrait de sa vigueur pour donner : « extrêmement oisif et libre par nature et par art ».
Enfin elle peut former une gradation comme dans la célèbre formule attribuée à Jules César :
« Veni, vidi, vici »
— Suétone, « César », 37, 4, Vie des douze Césars (c.119-122)

## Genres concernés

### Poésie
Nature, berce-le chaudement : il a froid.

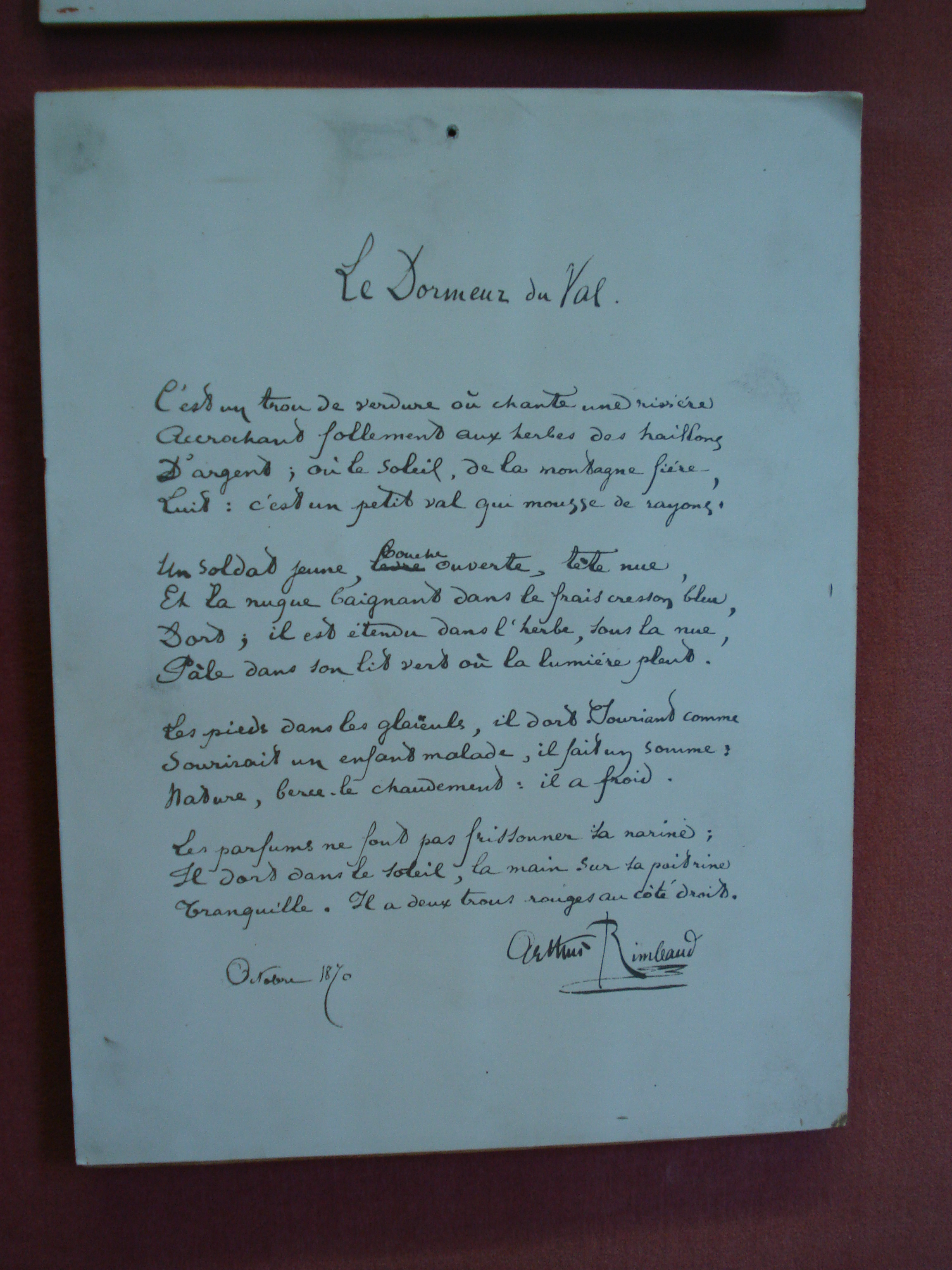
Dans le dernier vers de la troisième strophe du poème Le Dormeur du val (1870), Rimbaud utilise une asyndète combinée à une personnification pour insister sur le macabre de la scène :

Arthur Rimbaud a recours à l'asyndète pour créer « une juxtaposition d'images », la phrase devenant « une simple énumération », à tel point, selon René Étiemble et Yassu Gauclère, que l'« on peut même dire que le pouvoir évocateur du mot est d'autant plus fort que les liens logiques de la phrase sont plus relâchés ». Par exemple dans Les Illuminations, Rimbaud utilise l'asyndète pour transcrire la fulgurance des pensées qui traversent son esprit :
« Ô palmes ! diamant ! − Amour, force ! − plus haut que toutes joies et gloires ! − de toutes façons, partout, − Démon, dieu, − Jeunesse de cet être-ci ; moi ! »
— Angoisse, Les Illuminations (1886)
André Guyaux considère que les mots vont par couples dans ces vers, et que l'« enchaînement asyndétique des termes dans chaque couple et des couples eux-mêmes, unis et séparés par les tirets, − cinq tirets puisqu'il y a six groupes, − n'est pas nécessairement dépourvu de rapports logiques. (...) Amour et force se complètent, forment un sous-ensemble contrasté. » Il ajoute : « Le rapport antinomique et analogique de démon et dieu, le rapport d'identité entre cet être-ci et moi, apparaissent en dépit de la juxtaposition des termes. Le point-virgule, entre cet être-ci et moi, tend vers une désunion contraire à leur évidente identité, le déictique ici désignant ce qui le suit. »
L'asyndète est une ressource poétique courant, par exemple :
« Ta tête, ton geste, ton air

Sont beaux comme un beau paysage »
— Charles Baudelaire, À Celle Qui Est Trop Gaie, Les Fleurs du mal (1857))

« Las d'avoir visité mondes, continents, villes,

Et vu de tout pays, ciel, palais, monuments,

Le voyageur enfin revient vers les charmilles

Et les vallons rieurs qu'aimaient ses premiers ans. »

— Émile Nelligan, Le Voyageur, Poésies complètes

### Roman
L'asyndète participe, dès le XVIIIe siècle, dans le roman notamment, au « style coupé », c’est-à-dire la juxtaposition de membres autonomes au sein de la période, par opposition au style périodique. Caractérisé par l'effacement des liens de subordination et de coordination, le style coupé aboutit à un effet de « suspension du sens » qui oblige le lecteur a une double opération mentale : « le lecteur/récepteur est trompé par l’ellipse d’un lien syntaxique attendu et est conduit à revenir sur les deux énoncés non articulés pour les évaluer à la lumière du lien rétabli. Il répond donc à une logique de suppression, à une « logique asyndétique », qui relève du mécanisme d’ellipse au cœur de la figure rhétorique appelée asyndète. » Salvan cite en appui cet extrait :
« En un mot, si l’on veut examiner de près le judaïsme, on sera étonné de trouver la plus grande tolérance au milieu des horreurs les plus barbares. C’est une contradiction, il est vrai ; presque tous les peuples se sont gouvernés par des contradictions. »
— Voltaire, chapitre XIII, Traité sur la tolérance (1763)
La conjonction de coordination « mais » est « d’autant plus attendue par le lecteur que ce « mais » entre dans l’enchaînement syntaxique canonique de la figure rhétorique de concession « il est vrai... mais ». » L’asyndète se fonde dans un écart au sein de l’agencement concessif, tout en évitant « la hiérarchisation des deux arguments et éclair[ant] le dialogisme, ironique, de la première phrase (« on a en réalité tort d’être étonné ») ». À cette époque, l'asyndète a d'autant plus d'effet stylistique que « les deux points n’ont pas encore de valeur explicative, mais gardent un rôle suspensif. »

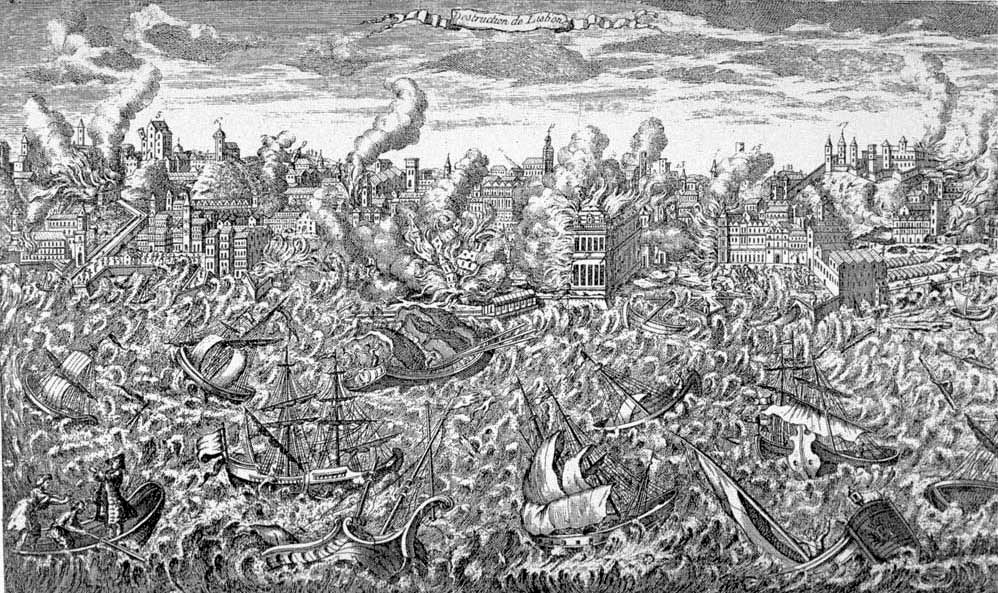
Dans Candide, Voltaire utilise les ressources de l'asyndète pour rendre vivante la description de la scène de destruction consécutive au séisme de 1755 à Lisbonne (eau-forte montrant les ruines de Lisbonne en flammes et un tsunami submergeant les navires du port).

L'effet principal de l'asyndète en narration est d'exprimer le désordre, c'est pourquoi elle est très employée dans les dialogues, afin de matérialiser la confusion du locuteur :
ex. : « Je suis mort de fatigue, détruit, éliminé, rabougri. »
Sur ce point, elle est très proche d'une autre figure comme l'énumération :
« Fuyards, blessés, mourants, caissons, brancards, civières,

On s'écrasait aux ponts pour passer les rivières »
— Victor Hugo, L'Expiation, Les Châtiments (1853)
Elle permet d'intensifier le caractère dramatique d'une scène décrite, conduisant la narration à s'accélérer, la juxtaposition des plans très courts suggérant un rythme cinématographique, comme dans ce passage évoquant le tremblement de terre de Lisbonne :
« L'autre moitié jetait des cris et faisait des prières ; les voiles étaient déchirées, les mâts brisés, le vaisseau entrouvert. Travaillait qui pouvait, personne ne s'entendait, personne ne commandait. L'anabaptiste aidait un peu à la manœuvre ; il était sur le tillac ; un matelot furieux le frappe rudement et l'étend sur les planches (...) »
— Voltaire, chapitre V, Candide (1759)

### Essai, genre explicatif
Dupriez signale que l'asyndète est utilisée par le mathématicien, pour énumérer des données encore indépendantes :
ex. : « Chacune des lettres A, B, C désigne une droite. »
Alors qu'une formulation incluant les données dans un rapport hiérarchique serait de type :
ex. : « Les droites A et C sont parallèles. »
L'asyndète peut se prolonger sur plusieurs phrases, pour obtenir un effet comique :
« Ménalque se jette hors de la portière, traverse la cour, monte l'escalier, parcourt l'antichambre, la chambre, le cabinet ; tout lui est familier, rien ne lui est nouveau ; il s'assit, il se repose, il est chez soi. Le maître arrive : celui-ci se lève pour le recevoir ; il le traite fort civilement, le prie de s'asseoir, et croit faire les honneurs de sa chambre ; il parle, il rêve, il reprend la parole (...) »
— La Bruyère, « Ménalque », remarque VI du chapitre XI, Les Caractères
ou augmenter l'éloquence du propos d'après Pierre Fontanier, qui cite cet exemple :
« Remplissez-vous tous vos devoirs de père, d'époux, de maître, d'homme public, de chrétien? N'avez-vous rien à vous reprocher sur l'usage de vos biens, sur les fonctions de vos charges, sur la nature de vos affaires, sur le bon ordre de vos familles ? Portez-vous un cœur libre de toute haine, de toute jalousie, de toute animosité envers vos frères ? Leur innocence, leur réputation, leur fortune ne perd-elle jamais rien par vos intrigues ou par vos discours ? Préférez-vous Dieu à tout, à vos intérêts, à votre fortune, à vos plaisir, à vos penchants ? »
— Jean-Baptiste Massillon, Carême, 21, Du véritable culte (1774)
Dans les textes explicatifs ou argumentatifs, pour Robrieux, « l'asyndète renforce l'effet cumulatif des arguments en les présentant en parallèle, plutôt que selon le mode coordonné habituel. »

### Publicité et proverbes
L'asyndète est largement utilisée dans le langage publicitaire remarque Quesemand comme dans ce slogan :
ex. : « Du pain, du vin, du Boursin »
Les proverbes et aphorismes sont souvent formés sur des asyndètes courtes :
ex. : « Bon gré, mal gré »
ex. : « Le roi est mort, vive le roi ! »
ex. : « Tel père, tel fils. »
ex. : « Veni, vidi, vici »
ex. : « Les paroles s'envolent, les écrits restent. »
Le but peut être de faire passer rapidement un message, comme dans ce slogan d'une campagne du gouvernement français en 1987 :
« Les prix sont libres. Vous êtes libres. Ne dites pas oui à n'importe quel prix. »

## Figures proches
| Figure mère                                     | Figure fille                       |
| ----------------------------------------------- | ---------------------------------- |
| Ellipse, Parataxe, Disjonction (chez Fontanier) | Enthymémisme, Asyndète adversative |

| Antonyme    | Paronyme                  | Synonyme                      |
| ----------- | ------------------------- | ----------------------------- |
| Polysyndète | Asymptote (mathématiques) | Asynartète (terme de Quillet) |